# Beckbruksholmarna
Beckbruksholmarna (finska: Pikisaaret) är öar i Finland.   De ligger i landskapet Österbotten, i den västra delen av landet, 400 km nordväst om huvudstaden Helsingfors.